# 布利車站
布利車站（英語：Bowery station）是美國紐約地鐵BMT納蘇街線的地鐵站，位於曼哈頓下東城及布利鄰里布利及德蘭西街交界，設有J線（任何時候停站）、M線（僅錢伯斯街方向的平日晚上停站）、Z線（僅繁忙時段的尖峰方向停站）列車服務。

## 車站結構
| G        | 街道層             | 出入口                                                              |
| M        | 夾層               | 閘機、車站詢問處                                                    |
| P 月台層 | 西行               | （早上繁忙時段）往寬街（堅尼街） · （平日黃昏）往錢伯斯街（堅尼街） |
| P 月台層 | 島式月台，左側開門 |                                                                     |
| P 月台層 | 東行（舊西行）     | （黃昏繁忙時段）往牙買加中心-帕森斯/射手（埃塞克斯街）              |
| P 月台層 | 舊東行             | 道床                                                                |
| P 月台層 | 島式月台，不使用   |                                                                     |
| P 月台層 | 舊東行             | 無定期服務                                                          |

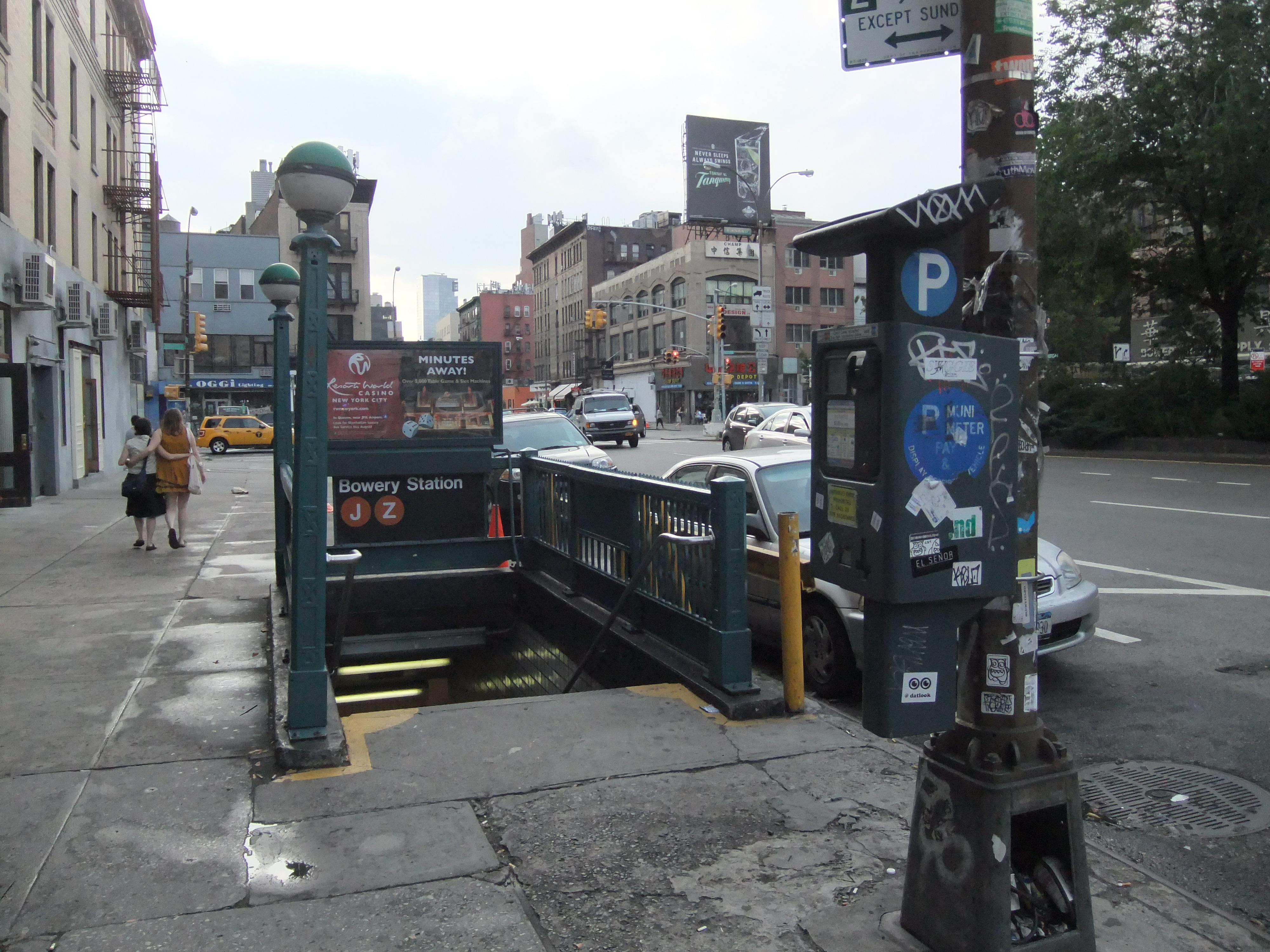
布利及德蘭西街入口

此站設有兩個島式月台和三條軌道。第四條軌道，即已廢棄側的舊北行快車軌道在2004年翻新時拆除。
此站在布利兩側各設有兩個夾層區。車站其中一部分有很高的天花板，預留一條計劃中的地鐵通過。受深度影響，原初興建時的扶手電梯仍在使用，各月台一個，前往東夾層。南月台的扶手電梯不是未有安裝就是很久以前已經拆除。

## 外部連結
- 维基共享资源上的相關多媒體資源：布利車站
- nycsubway.org—BMT Nassau Street Line: Bowery
- Station Reporter — J Train
- Bowery entrance from Google Maps Street View
- Platform from Google Maps Street View
- Abandoned Stations - Bowery （页面存档备份，存于）